# ハディ・チョーパン
ハディ・チョーパン（英語: Hadi Choopan、ペルシア語: هادی چوپان、ペルシア語ラテン翻字: Hādi Chupān、1987年9月26日 - ）は、「ペルシャの狼」("The Persian Wolf") というニックネームで知られる、イランの プロボディビルダー。
IFBBプロリーグの男子オープンボディビル部門に出場している。
2022年のミスター・オリンピア大会で優勝した元ミスター・オリンピア。

## 経歴
ファールス州アブノー生まれのチョーパンは、幼い頃からボディビルに興味を持つようになった。
2005年には初の国内タイトルを獲得。2013年にはWBPFアジア選手権で優勝し、2013年、2014年、2015年のWBPF世界ボディビル選手権でも成功を収めた。
2019年にはミスター・オリンピアにデビューし、3位に入賞、同大会で初めてピープルズ・チャンピオン賞を受賞した。

2022年、イラン人選手として初めてミスター・オリンピアで優勝。2024年、アーノルド・クラシックとアーノルド・クラシックUKで優勝。